# Jesper Agergård
Jesper Agergård (* 18. Februar 1975) ist ein ehemaliger dänischer Radrennfahrer und nationaler Meister im Radsport.

## Sportliche Laufbahn
Agergård (in einigen Medien auch Agergaard) war Teilnehmer der Olympischen Sommerspiele 2000 in Sydney im Mountainbike. Beim Sieg von Miguel Martinez aus Frankreich belegte er den 36. Platz im Rennen. Er wurde 1999 nationaler Meister im Querfeldeinrennen (heutige Bezeichnung Cyclocross). Bereits 1993 gewann er die Meisterschaft in der Klasse der Junioren, sowohl im Querfeldeinrennen als auch im Mountainbike. 2001 gewann er das Straßenrennen um den Grand Prix François Faber in Luxemburg.